# Mary Morris (Medizinerin)

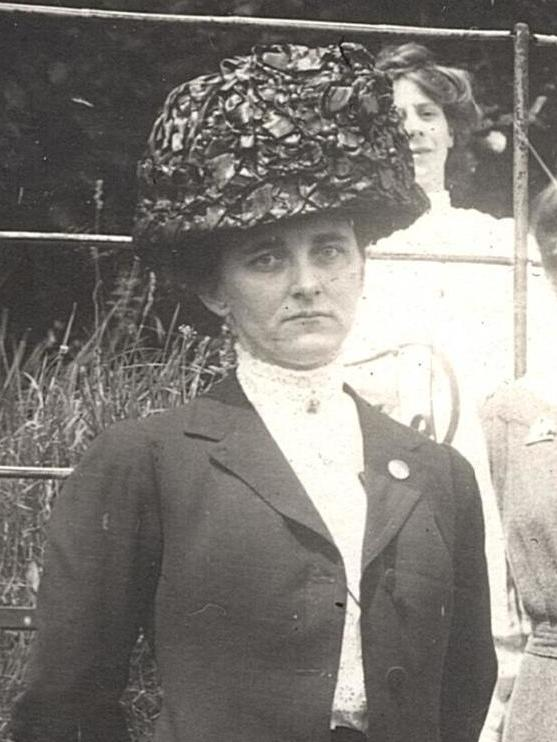
Mary Morris, 1910

Mary Eva Hastings Morris (* 9. April 1873 in Dolgellau, Merionethshire; † 11. Juli 1925 in Bath, Somerset) war eine walisisch-britische Ärztin und Suffragette. Sie studierte am University College of Wales in Aberystwyth Medizin und wurde die erste Ärztin aus Aberystwyth.

## Leben
Morris war die Tochter von Reverend Samuel D. Morris, einem Kaplan der Royal Navy. Morris wuchs auf Malta auf. Ihr Vater starb als es, während er Kranke auf dem Flaggschiff HMS Victoria betreute, zu einer Kollision mit einem anderen Kriegsschiff kam und 358 Besatzungsmitglieder starben, davon etwa die Hälfte der Besatzung der Victoria.
Morris kehrte mit ihrer Mutter und ihrer Schwester Rose Adelaide nach Wales zurück. Sie besuchte 1883 die High School in Carmarthen und bestand im Dezember 1888 die Senior-Prüfungen des Trinity College London. Im selben Jahr bestand sie auch die Honours-Prüfungen der Royal Academy of Music.
Sie studierte Medizin am University College of Wales in Aberystwyth (Prüfungen über die University of London) und bestand 1895 den Bachelor of Medicine. Ihre medizinische Ausbildung schloss sie 1896 am London (RFH) Society of Medicine for Women ab. Sie war die erste weibliche Ärztin, die in Aberystwyth ausgebildet wurde.
Morris arbeitete am Great Ormond Street Hospital in London, am North Devon Infirmary und am Bristol Royal Hospital for Sick Children and Women, bevor sie die erste weibliche medizinische Inspektorin für Schulkinder und eine Privatärztin in Bath wurde.
Sie wurde die erste Schulärztin in Bath und die erste Frau in dieser Rolle, trotz einer Interviewfrage eines Stadtratsmitglieds, ob sie „sowohl Jungen als auch Mädchen untersuchen würde“. In den ersten vier Monaten untersuchte sie über 2.500 Kinder und fand 200 mit körperlichen Defekten und 81 „geistig behinderte“ Fälle. In ihrem ersten Jahresreview wurde sie für „die Sorgfalt, mit der sie ihre Aufgaben erfüllt hatte“, gelobt. Ihre veröffentlichten Zusammenfassungsberichte behandelten Ernährung, Zahnpflege, körperliche und geistige Gesundheit sowie angemessene Wachstums- und Entwicklungskontrollen.
Sie führte bakteriologische Forschungen am Royal Mineral Water Hospital über „den Schmerz und das Elend“ der rheumatoiden Arthritis durch, deren Ursprünge zu dieser Zeit nicht gut verstanden wurden. 1909 wurde Morris Kommandantin der Pflegedivision der örtlichen St John Ambulance, die bei großen öffentlichen Veranstaltungen wie der Königlichen Parade medizinische Hilfe leistete. 1910 nahm sie am Ausbildungslager des Women’s Sick and Wounded Convoy Corps unter der Leitung des Kriegsministeriums in Studland Bay teil. Sie schrieb über die Aktivitäten und lobte die militärische Disziplin und sagte, dass „die Ausbildung äußerst nützlich ist […] für alle freiwilligen Abteilungen, sei es der St John Ambulance oder des Red Cross“. Sie vergab und prüfte wissenschaftliche Studien an einer Mädchenschule in Bathwick, bildete junge Menschen und Eltern in Erster Hilfe und Hygiene aus, war örtliche Sekretärin der After Care Association for Poor Persons Discharged Recovered from Asylums for the Insane und informierte die Bath Literary and Philosophical Association über die Herausforderungen der Pflege für die „geistig Behinderten“.
Bei einer Veranstaltung unter Vorsitz von Thomas Thynne, 5. Marquess of Bath, dem Lord Lieutenant für Somerset, bei der die Leitungen der Erste-Hilfe-Dienste in Bath, St John Ambulance und Bath Humane Society, Auszeichnungen erhielten, stand Morris auf der Bühne mit dem Vorsitzenden der St. John Ambulance Association, General A. Terry. Terry lobte den Wert des Ambulanzdienstes für die Gemeinschaft bei der Verhinderung von Leiden und der Rettung von Leben und rief „Männer und Frauen […] für Ambulanz- und Pflegearbeit im Zusammenhang mit der Planung der Army Reserve“ auf. Als Morris danach Terry den Dank aussprach, bemerkte er, dass es das erste Mal war, dass er formell von einer Frau bedankt wurde. In der Presse wurde zudem folgender Austausch zwischen Morris und einem Unbekannten berichtet: „Sie sind eine Ärztin! Warum? Niemand bei Verstand würde Sie einstellen!“" Morris’ Antwort: „Vielleicht nicht; aber ich beabsichtige eine Ärztin für Verrückte zu sein.“ Im folgenden Jahr war das Bath St John’s Ambulance Team unter der Leitung von Morris im Windsor Park beim großen Empfang durch den König.
1917 wurde das Gehalt von Morris als deutlich niedriger als das ihres (männlichen) Nachfolgers vermerkt, der den „Gewerkschaftstarif für Ärzte“ erhalten sollte.
Morris war eine der lokalen Führerinnen der Frauenwahlrechtsbewegung bei einer Gartenparty 1908 bei den Emily und Mary Blathwayt, zusammen mit Adela Pankhurst, Dorothy Pethick (Schwester von Emmeline Pethick-Lawrence), Annie Kenney und 230 anderen Gästen. Der Zweck dieser Veranstaltung war es, Mittel für die Frauenwahlrechtsbewegung in Westengland zu sammeln. 1910 wurde sie von einer der ersten weiblichen Stadträtinnen des Landes, Edith Sutton aus Reading, in ihrer Ansprache an die Bath Women's Local Government Association über „Bürgerrechte der Frauen“ genannt. Sie wurde auch in einer Rede über Kirche und Politik bei der Church League for Women’s Suffrage zitiert.
1911 veranstaltete Morris zusammen mit Mildred Mansel, ehrenamtliche Sekretärin der örtlichen WSPU-Zweigstelle, ein Treffen in ihrem Haus in Bath mit Krankenschwestern über die Vorbereitung auf eine Demonstration in London. Morris sprach vor einem „überfüllten Männermeeting“ in Lacock, das „mit Begeisterung eine Resolution verabschiedete, die die Regierung aufforderte, die Geschlechterdiskriminierung zu beseitigen“. Morris sprach auch über „Gesetzgebung für die geistig Behinderten“. Ebenfalls 1911 sprach sie vor einem gemischten Publikum von Suffragetten und konservativen und unionistischen Mitstreitern bei einem gemeinsamen Treffen über den National Insurance Act 1911, das von mehreren Rednern als ungerecht gegenüber Frauen bezeichnet wurde. Sie unterstützte den Antrag des Bath and County Circle der Conservative and Unionist Women’s Franchise Association, Charles Hunter für seine Unterstützung der (letztlich gescheiterten) Conciliation Bill zu danken, die das Wahlrecht für einige Frauen eingeführt hätte.

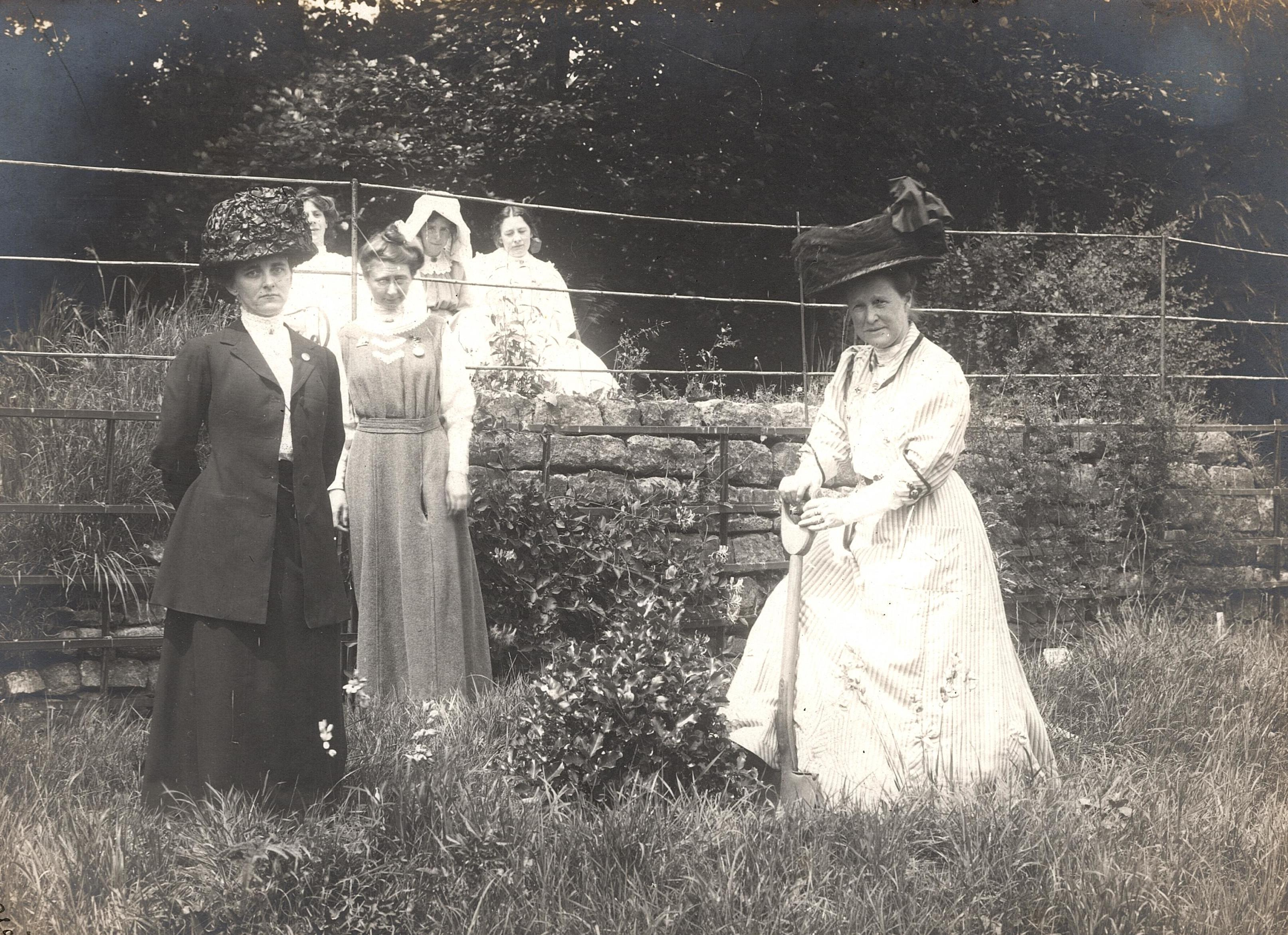
Mary Morris (links) mit Mary Blathwayt und Millicent Garrett Fawcett im Garten von Eagle House

Morris wurde wie andere Suffragetten eingeladen, für ihre Verdienste um das Frauenwahlrecht einen Baum im Garten von Eagle House, dem Haus der Familie Blathwayt zu pflanzen. Sie pflanzte am 20. Februar 1911 eine Europäische Stechpalme.
Morris wird als eine der im Zuge des Stillhalteabkommens zwischen WSPU und Regierung zu Beginn des Ersten Weltkriegs 1914 begnadigte Wahlrechtsgefangene aufgeführt. Bei einem Jahrzehnt späteren Vortrag vor der Lansdown Women’s Conservative Association behauptete Morris allerdings, „nie eine militante Suffragette gewesen zu sein“, was beim Publikum aber Gelächter auslöste. Sie erhielt Applaus, als sie bemerkte, dass Frauen das Wahlrecht mehr schätzten als Männer, weil sie so hart dafür gekämpft hatten.
Morris war eine standhafte Konservative und eine regelmäßige Rednerin bei politischen Kampagnen, sowohl lokal als auch in Wales.
Mary Morris starb 1925, und ihre Beerdigung wurde von repräsentativen Trauergästen, darunter die Bürgermeisterin, besucht. Morris wurde als „eine der bekanntesten Ärztinnen“ der Stadt, eine Konservative, eine versierte Rednerin und ihr Tod als „ein großer Verlust“ beschrieben. Morris wurde in ihrer ehemaligen Heimatstadt Aberystwyth beigesetzt.